# Géraldine Beigbeder
Pour les articles homonymes, voir Beigbeder.
Géraldine Beigbeder (née en 1964) est une galeriste, plasticienne, écrivaine et scénariste française. Elle a exposé les œuvres du chanteur Pete Doherty et du comédien Norman Reedus.

## Biographie
Née dans le Béarn, près de la côte basque, elle grandit à l'hôtel Villa-Navarre. D'origine américaine et serbe, son grand-père fait des piges chez Renault et sa grand-mère emballe des paquets au Nain bleu. Elle est la cousine de l'écrivain Frédéric Beigbeder et de l'entrepreneur Charles Beigbeder. Le 22 juin 1991, elle se marie avec Xavier Renom de la Baume, dont elle est divorcée. Elle écrit des scénarios avec Jean-Luc Azoulay, TF1, France 2, M6 et avec Luc Besson et Fabien Onteniente. Elle a été mariée avec Cyrille Putman de 2012 à 2013. À partir de 2012, elle abandonne le cinéma et la télévision pour l'art contemporain en tant qu'artiste et curatrice.

## Ouvrages
- Sponsors, Éditions Ramsay, 2007[6]
- Larguée en périphérie de la zone politique et autres petits désordres organiques, Albin Michel, 2011[7]
- Les Équations amoureuses, L'éditeur à part, 2023.